# Geni Núñez
Geni Nuñez (Dourados, 6 de março de 1991) é uma escritora, ativista indígena guarani e psicóloga brasileira.

## Biografia
Geni é pesquisadora de pós-doutorado no Instituto de Estudos Avançados da Universidade de São Paulo (IEA-USP), onde dedica-se a reflexões e produções interdisciplinares que conectam saberes ancestrais e conhecimentos contemporâneos.
Possuindo doutorado pelo Programa de Pós-Graduação Interdisciplinar em Ciências Humanas da Universidade Federal de Santa Catarina (UFSC), onde também concluiu o mestrado em Psicologia Social e sua graduação em Psicologia.
Como ativista, Geni é uma voz na luta por justiça social, territorial e cultural. Sendo feminista adepta da não monogamia política, ela advoga pela descolonização dos afetos, contra o monossexismo, o binarismo e o cissexismo. Com a temática de relacionamentos, Geni é colunista em Mina, da Universo Online.
Autora de diversas obras que abordam temas como ancestralidade indígenas, psicologia, descolonização e resistência, Geni Nuñez utiliza sua escrita como uma ferramenta de conscientização e transformação em diferentes espaços, reforçando respeito e celebrando a diversidade cultural e epistemológica.
Geni é membro da Comissão de Direitos Humanos (CDH) do Conselho Federal de Psicologia (CFP) e da Comissão Guarani Yvyrupa (CGY). Geni é autora de "Descolonizando afetos: experimentações sobre outras formas de amar" (Paidós/Planeta, 2023) e do livro infantil "Jaxy Jaterê, o saci guarani" (HarperKids/HarperCollins, 2023), que conta com ilustrações de Miguela Moura.
Brigitte Vasallo palestrou junta de Geni Nunez em 2024.

## Vida pessoal
Geni se considera pessoa não binária e não monogâmica. Referente a sua sexualidade, Geni fala sobre não ser lésbica nem hétero, mas que também não se afirma enquanto bi ou pan.

## Livros
- Núñez, Geni (25 de setembro de 2023). Jaxy Jaterê. [S.l.]: HarperKids
- Núñez, Geni (30 de outubro de 2023). Descolonizando afetos: Experimentações sobre outras formas de amar. [S.l.]: Paidós
- Núñez, Geni (23 de setembro de 2024). Felizes por enquanto: Escritos sobre outros mundos possíveis. [S.l.]: Planeta